# Прокурор (фильм, 1917)
«Прокурор» («Во имя долга», «Голос совести») (1917) — немой художественный фильм Якова Протазанова. По мнению В. Вишневского, «Один из наиболее удачных и характерных для творчества Я. Протазанова фильмов; интересна исключительно игрой И. Мозжухина». Фильм вышел на экраны 20 февраля 1917 года. Фильм не сохранился.

## Сюжет
Возлюбленная прокурора Ольсена шансонеточная певица Бетси бросает его ради новой страсти. А он, выступая на суде как прокурор, остается глухим к велениям чувств, безжалостным слугой сурового Закона. Через некоторое время Бетси в припадке  ревности убивает своего нового любовника; Ольсен, сохранивший свои чувства, тем не менее, становится её обвинителем на суде. Он добивается осуждения Бетси, но приходит к сознанию, что жил неправедно, позволив себе судить, заделавшись служителем Фемиды. Выход в классической традиции великого немого: Ольсен кончает жизнь самоубийством.

## Тематика
По мнению исследователю российского кино С. Гинзбурга, в фильме высказывалась «исполненная глубокого пессимизма и фатализма мысль о том, что жизненные конфликты не могут быть разрешены человеком, что человек не способен победить зло мира, которое существует вне его и от него независимо», подобно вирусам тяжёлых болезней.
Эта задача решалась в фильме «на бытовом материале». «Человек не имеет права осудить другого человека на основе им самим же созданных законов — такова идея этого фильма», — заключает С. Гинзбург. Он сравнивает фильм «Прокурор» с фильмом «Не надо крови» (идея гуманизма, по словам Гинзбурга, «абстрактного») с одной стороны, а с другой — с фильмами «Сатана ликующий» и «Малютка Элли» (идея фатализма). В. Семерчук назвал такие тенденции в русском кино «загадочным эскапизмом».